# .cc

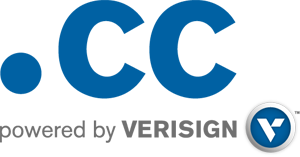
.cc logo

A .cc a Kókusz (Keeling)-szigetek, egy ausztráliai külbirtok internetes legfelső szintű tartomány kódja. A címeket a VeriSign kezeli eNIC nevű leányvállalatán keresztül. Külföldi cégeket úgy csábítanak, hogy ez lesz a jövő .com-ja.
Egy ideig (részben vagy egészben) a ClearChanel reklámozta az USA területén.